# The New York Times Company
The New York Times Company is een Amerikaans mediaconglomeraat en staat het meest bekend om de naamgever en het paradepaardje van het bedrijf de krant The New York Times.

## Geschiedenis
Het bedrijf werd door Henry Jarvis Raymond en George Jones opgericht in New York. Sinds 18 september 1851 wordt de krant The New York Times uitgegeven.
Sinds 1967 is de New York Times Company genoteerd aan de New York Stock Exchange. Er zijn A- en B-aandelen en alleen de A-aandelen zijn beursgenoteerd en worden verhandeld.
In 2007 verhuisde de uitgever samen met de krant naar een nieuw pand, in de omgeving van Times Square, namelijk The New York Times Tower. Times Square zelf is overigens naar de krant genoemd omdat het gebouw van de krant aan dat plein gevestigd was.
In 2013 verdween de naam International Herald Tribune. De internationale versie van The New York Times gaat verder als The New York Times International Edition. De eigenaar wil met de nieuwe naam meer de focus leggen op de belangrijkste krant en merk, The New York Times. De International Herald Tribune begon in 1887 als de Europese editie van de toenmalige krant New York Herald.
In hetzelfde jaar werd The Boston Globe verkocht voor US$ 70 miljoen aan de hoofdeigenaar van de Boston Red Sox. In 1993 was deze krant nog gekocht voor US$ 1,1 miljard. De waardedaling werd mede veroorzaakt door de verschuiving van advertenties van traditionele kranten naar online media. 
In 2015 werd Carlos Slim de grootste aandeelhouder met een belang van 16,8%. Slim is aandeelhouder sinds 2009 toen hij aandelen en warrants kocht en een lening ter waarde van US$ 250 miljoen verstrekte. In 2011 loste de familie Ochs-Sulzberger, die via de B-aandelen de meeste zeggenschap heeft in het bedrijf, de lening af.
Op 1 februari 2022 werd The Athletic Media Company overgenomen. Dit is een sportmediabedrijf met digitale abonnementen die vooral in de Verenigde Staten maar ook daarbuiten worden aangeboden. De overnamesom was US$ 550 miljoen. The Athletic telt ruim 450 voltijdsmedewerkers en werd in 2016 opgericht.
In december 2023 begon de krant een rechtszaak tegen ChatGPT-eigenaar OpenAI. Deze laatste zou het auteursrecht van de krant hebben geschonden door krantenartikelen te gebruiken om het AI-systeem te trainen. In de rechtszaak was ook Microsoft gedaagde. Volgens de krant waren beide bedrijven verantwoordelijk voor "miljarden dollars" aan schade. Het AI-systeem zou soms "woordelijke fragmenten" halen uit krantenartikelen die alleen toegankelijk zijn voor abonnees.

## Activiteiten
Het bedrijf had in 2022 een totale omzet van US$ 2,3 miljard. Hiervan was bijna 70% abonnementsgelden en iets minder dan een kwart waren advertentie-inkomsten. Tegen het jaareinde 2022 telde het bedrijf 9,5 miljoen abonnees, hiervan las nog maar een klein deel de papieren krant en veruit het overgrote deel las de digitale versie van de krant. 